# Zatrephes varicolor
Zatrephes varicolor là một loài bướm đêm thuộc phân họ Arctiinae, họ Erebidae.